# Edgar Chadwick
Edgar Wallace Chadwick (ur. 14 czerwca 1869 w Blackburn, zm. 14 lutego 1942 tamże) – piłkarz angielski grający na pozycji pomocnika. W swojej karierze rozegrał 7 meczów i strzelił 3 gole w reprezentacji Anglii.

## Kariera klubowa
Swoją karierę piłkarską Chadwick rozpoczął w klubie Blackburn Olympic, w którym grał w sezonie 1886/1887. W sezonie 1887/1888 występował w Blackburn Rovers, a latem 1888 przeszedł do Evertonu. W sezonie 1890/1891 wywalczył z Evertonem mistrzostwo Anglii. W Evertonie występował do końca sezonu 1898/1899.
Latem 1899 Chadwick przeszedł do Burnley. W latach 1900–1902 grał w Southamptonie, z którym wygrał rozgrywki Southern Football League. W latach 1902–1904 występował w Liverpoolu, a w sezonie 1904/1905 w Blackpoolu. W swojej karierze grał też w Glossop North End i Darwen, w którym w 1908 roku zakończył karierę.

## Kariera reprezentacyjna
W reprezentacji Anglii Chadwick zadebiutował 7 marca 1891 roku w wygranym 4:1 meczu Mistrzostw Brytyjskich 1891 z Walią, rozegranym w Sunderlandzie. W debiucie zdobył gola. Od 1891 do 1897 roku rozegrał w kadrze narodowej 7 meczów i zdobył w nich 3 bramki.

## Kariera trenerska
Po zakończeniu kariery piłkarskiej Chadwick został trenerem. W latach 1908–1913 był selekcjonerem reprezentacji Holandii. W 1908 roku doprowadził ją do zdobycia brązowego medalu na Igrzyskach Olimpijskich w Londynie, a w 1912 roku – do zdobycia brązu na Igrzyskach Olimpijskich w Sztokholmie.
Chadwick pracował również w takich holenderskich klubach jak: HVV Den Haag, HFC Haarlem, SBV Vitesse i Sparta Rotterdam. Z tym ostatnim wywalczył w 1915 roku mistrzostwo Holandii.